# Ceracis dixiensis
Ceracis dixiensis är en skalbaggsart som först beskrevs av Wilmer Webster Tanner 1934.  Ceracis dixiensis ingår i släktet Ceracis och familjen trädsvampborrare. Inga underarter finns listade i Catalogue of Life.